# María de Serbia
María Branković (en serbocroata: Mara Branković/Мара Бранковић; Smederevo, c.. 1447-Çorlu, c. 1500), nacida como Helena (en serbocroata: Jelena/Јелена), fue la última reina consorte de Bosnia y despoina consorte de Serbia. Como la hija mayor del difunto déspota de Serbia, Lazar Branković, Helena de 12 años contrajo matrimonio con el príncipe bosnio Esteban Tomašević en 1459. Tomó el nombre de María, mientras que su marido obtenía el título de déspota de Serbia a través de ella. Perdió el despotado a manos del Imperio otomano pocos meses después, y la pareja huyó a Bosnia. El marido de María ascendió al trono bosnio en 1461, pero dos años más tarde el reino también caería ante los otomanos y Esteban fue ejecutado. La reina viuda evadió la captura, huyendo a la costa. Tras haber pasado unos años en Dalmacia y posiblemente en Hungría, María se asentó en la Grecia otomana en la corte de sus tías, Mara Branković y Cantacucena (Katarina Branković). Sus conflictos y disputas legales con Cantacucena, la República de Ragusa y los monasterios del Monte Athos le hicieron ganarse una mala reputación; los monjes la describieron como una "mujer malvada".

## Primeros años

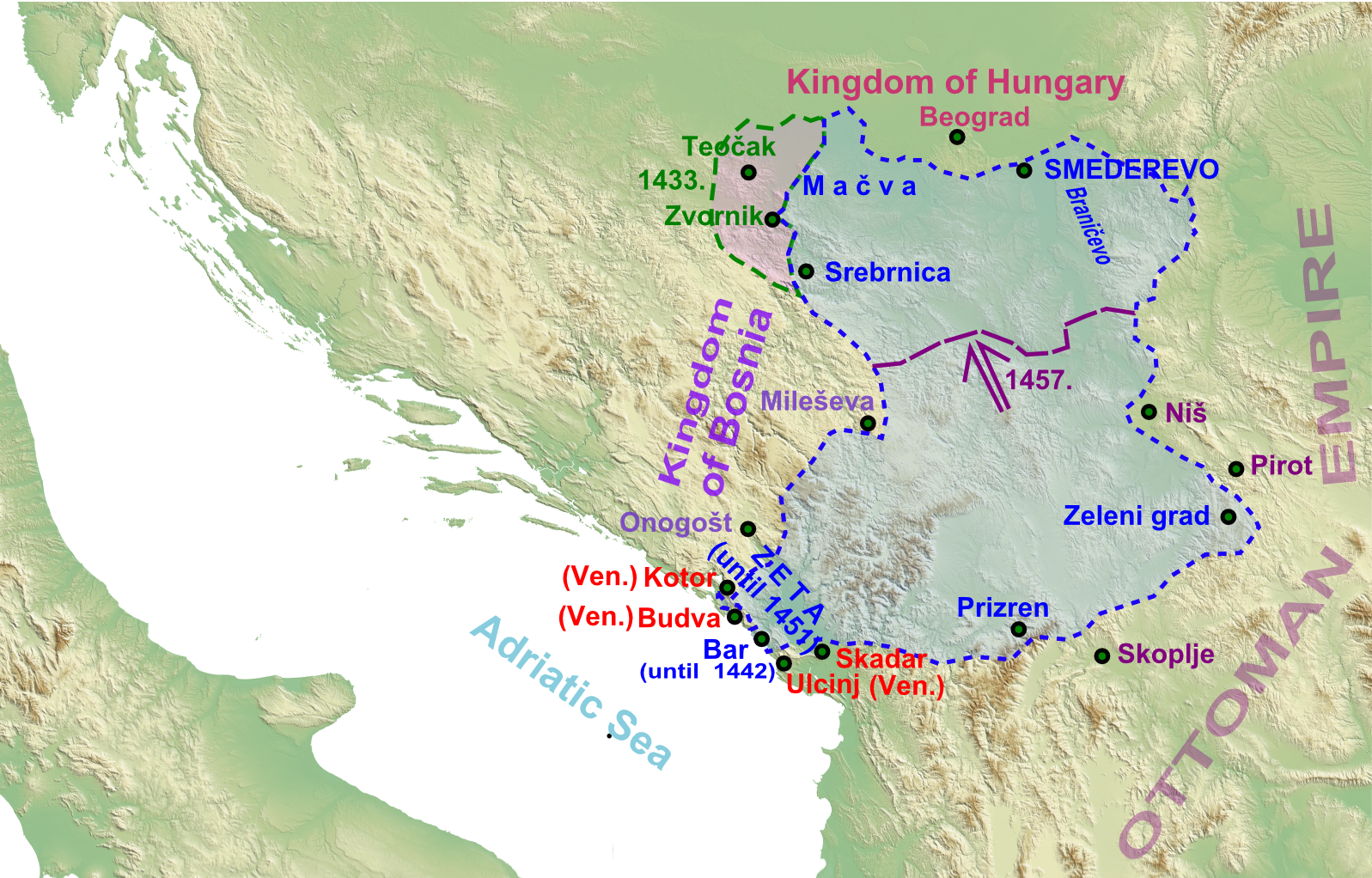
El declive del despotado de Serbia en los últimos años de la década de 1450

María fue la mayor de las tres hijas de Lazar Branković, hijo del déspota de Serbia Đurađ Branković, y de su esposa Helena Paleóloga. Nació probablemente en 1447 con el nombre de Helena. Dos hermanas le siguieron: Milica e Irene.
Lazar sucedió a su padre como déspota el 24 de diciembre de 1456, pero falleció dos años más tarde, el 28 de enero de 1458. La despoina Helena y el hermano de Lazar, Esteban Branković, tomaron el poder y comenzaron a negociar un matrimonio entre la hija mayor de Helena y Esteban Tomašević, hijo del rey Tomás de Bosnia. La intención para este matrimonio era consolidar una alianza contra la amenaza que representaba el Imperio otomano, el cual para entonces ya había reducido el despotado de Serbia a un pequeño territorio gobernado desde la Fortaleza de Smederevo. Esteban Tomašević llegó a Smederevo durante la Semana Santa de 1459, tomando la fortaleza y el gobierno el 21 de marzo. La boda entre él y María fue celebrada el 1 de abril, el domingo siguiente a Pascua. La novia pronto se unió a la Iglesia católica y adoptó el nombre de María.

## Matrimonio
El reinado de Esteban Tomašević en Serbia fue breve. El sultán otomano Mehmed II consideró el matrimonio como una ofensa a sus derechos como señor de Serbia. El 20 de junio de 1459, las fuerzas otomanas capturaron Smederevo sin necesidad de batalla y procedieron a anexionar los restos del estado serbio al imperio. Esteban y María huyeron a Bosnia, buscando refugio en la corte del padre de Esteban, en Jajce. María llevó consigo las reliquias de Lucas el Evangelista, sus preciosas reliquias familiares. Tras la muerte del rey Tomás en el verano de 1461, el marido de María se convirtió en rey de Bosnia con María como la nueva reina consorte; la madrastra de su marido, Catalina de Bosnia, posiblemente se retiró de la corte como reina viuda.
El reinado de Esteban en Bosnia no duró mucho tampoco; en 1462, tomó la decisión fatal de negarse a pagar el tributo a los otomanos, quienes prepararon un ataque que terminó acabando con el reino independiente de Bosnia. Tras la invasión otomana de mayo de 1463, la familia real decidió huir hacia Croacia y Dalmacia en diferentes direcciones para confundir y despistar a los atacantes. El rey Esteban, que había enviado a María a Dalmacia junto con las reliquias de Lucas el Evangelista, fue capturado y ejecutado por Mehmed II. Las dos reinas, María y Catalina de Bosnia, fueron las únicas miembros de la familia real en lograr huir de los invasores y ambas finalmente llegaron a la República de Ragusa. El cronista del siglo XVI, Mavro Orbini, escribió que la reina María había sido capturada por el Ban de Croacia, Pavao Špirančić, durante su viaje a la costa, pero esto no es probable ya que por ese entonces Pavao se encontraba prisionero de los otomanos.

## Años deambulando
María, en su prisa por evitar ser capturada por los otomanos, perdió las reliquias de Lucas el Evangelista. Los frailes bosnios las recuperaron y se dirigieron hacia Ragusa, pero fueron interceptados en Poljice por Ivaniš Vlatković, un noble local y amigo de la reina, que les negó el paso sin el permiso de María. Esto enfureció a Ragusa, quienes reclamaron que Ivaniš les entregue las reliquias a ellos. El 9 de julio, las autoridades de la república emitieron un decreto que permitía a María refugiarse en una de sus islas. El decreto también hacia referencia a un asunto importante que Ragusa quería discutir con ella, probablemente la venta de las reliquias. La República de Venecia expresó interés por las reliquias de la reina, pero ella se sintió gravemente ofendida en agosto cuando las autoridades venecianas cuestionaron la autenticidad de las reliquias. Los venecianos finalmente pudieron comprarlas a través de su representante, Ivaniš Vlatković. Ella se arrepentiría de esta venta después de que el rey húngaro Matías Corvino le ofreciera tres o cuatro ciudades a cambio de las reliquias, pero el intento de Ivaniš de recuperarlas a finales de agosto falló. Tanto Ivaniš como María fueron premiados por Venecia; a la reina se le permitió vivir en el monasterio de San Esteban bajo los Pinos cerca de Split.
Mientras residía en el monasterio, María recibió visitas de bosnios y húngaros que levantaron las sospechas de las autoridades venecianas Pronto le instruyeron al gobierno de Split que le recomendaran a la reina mudarse a Sebenico (actualmente Šibenik, en Croacia) o a una isla, justificándose por las pobres condiciones de vida en el monasterio, con la intención de que ella se marchara de su territorio para siempre. A diferencia de la reina Catalina de Bosnia (e incluso del rey húngaro), María de apenas 16 años se abstuvo de reclamar el patrimonio de los reyes bosnios durante su exilio en Dalmacia y Ragusa.
Posiblemente después de pasar algún tiempo en Hungría tras marcharse de Dalmacia, María decidió mudarse a la Grecia otomana, probablemente a la residencia de una de sus tías paternas, Mara (la querida e influyente madrastra del sultán Mehmed) y Cantacucena, cerca de Serres. En 1476, María entró en conflicto con su tía Cantacucena que llevó al breve encarcelamiento de esta última después de que la reina se quejara con Mehmed. El conflicto podría haber causado que María se mudara a Constantinopla, la capital del imperio, donde disfrutó de la protección de Mehmed y de su sucesor, Bayezid II. Pasó años "calumniando e intrigando contra sus parientes más cercanos", así como demandando a todo aquel del que pudiera obtener algún beneficio.

## Juicios y fraudes
En octubre de 1484, María se puso en contacto con la Sublime Puerta para pedirle ayuda al sultán para reclamar un tercio del depósito de su abuelo paterno en Ragusa, el cual ella insistía en que no se le había devuelto a su padre. Bayezid II escribió a Ragusa y envió un mensajero para traer el oro, pero los ragusanos respondieron con una carta que probó que el depósito se le había devuelto a Lazar. Sin embargo, María cuestionó la autenticidad del sello de su padre, y Bayezid le apoyó. Se desconoce si los ragusanos obedecieron la orden de Bayezid de enviarle el oro a la reina, pero hay mucha evidencia en contra de sus acusaciones en las cartas de su padre y tío.
Tras las muertes de sus tías, Mara y Cantacucena, en 1487 y 1490 respectivamente, María heredó sus posesiones de acuerdo con las leyes de la Sharia. Inmediatamente hizo un reclamo a los iconos que Mara le dejó al monasterio de la Gran Laura en el Monte Athos. Ya que su sexo le impedía el acceso a la montaña santa, tomó la intervención de Bayezid en 1492 para que María recibiera los iconos. Poco después ella convocó a la corte de la Sharia a los monjes de monasterio de Xiropotamo, alegando que uno de ellos le había robado dinero a su tía Cantacucena mientras se encontraba en su servicio, pero esta acusación jamás se pudo probar.
Alrededor del año 1495, María se vio implicada en otra disputa legal con la República de Ragusa, esta vez respecto al tributo de Ston. El tributo había sido pagado por Ragusa a gobernantes serbios desde el reinado de Esteban Dušan, pero los ingresos fueron cedidos al monasterio de los Arcángeles Miguel y Gabriel en Jerusalén. Mara había reclamado estos ingresos después de que el monasterio cerrara, y después de su muerte, Cantacucena continuó con la lucha. María decidió reclamarlo como la heredera legal de sus tías, pero el monasterio de Hilandar y el de San Pablo citaron la herencia no formalizada de ambas. La reina María, descrita por los monjes como una "mujer malvada", falleció en el año 1500 aproximadamente, ya que está registrado que los monasterios previamente mencionados se aseguraron los ingresos del tributo de Ston. Se cree que María falleció en la ciudad de Çorlu y fue enterrada en una iglesia local junto a su tío materno, Manuel Paleólogo.
No está claro el motivo del fuerte apoyo de los sultanes a María en sus conflictos y fraudes. Su pariente, Teodoro Spandounes, que vivió por algún tiempo con sus tías y cuya familia mantuvo relaciones cercanas con la dinastía Branković, escribió que la reina María se casó con un cipayo con quien no tendría hijos, pero también llegó a decir que ella fue capturada por los turcos en Bosnia y obligada a casarse, lo cual es evidentemente falso.